# Brahojos de Medina
Brahojos de Medina is een gemeente in de Spaanse provincie Valladolid in de regio Castilië en León met een oppervlakte van 27,12 km². Brahojos de Medina telt 130 inwoners (1 januari 2016).

## Demografische ontwikkeling
Bron: INE, 1857-2011: volkstellingen